# كزافييه نافارو دي توريس
كزافييه نافارو دي توريس (بالإسبانية: Xavier de Torres)‏ هو نحات ورسام إسباني، ولد في 1956 في برشلونة في إسبانيا.

## وصلات خارجية
- الموقع الرسمي